# John B. Allen

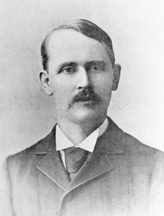
John Beard Allen

John Beard Allen, född 18 maj 1845 i Crawfordsville, Indiana, död 28 januari 1903 i Seattle, Washington, var en amerikansk republikansk politiker och jurist. Han representerade delstaten Washington i USA:s senat 1889-1893.
Allen deltog i amerikanska inbördeskriget i nordstaternas armé. Han avlade sedan juristexamen vid University of Michigan. Han flyttade 1870 till Washingtonterritoriet och inledde sin karriär som advokat i Olympia. Han var åklagare för Washingtonterritoriet 1875-1885.
Han representerade Washingtonterritoriet som en icke röstberättigad delegat i USA:s kongress från 4 mars fram till 11 november 1889, dagen som Washington blev delstat. De två första senatorerna för Washington, Allen och Watson C. Squire, tillträdde 20 november 1889.
Allens grav finns på Lake View Cemetery i Seattle.